# Muricea purpurea
Muricea purpurea is een zachte koraalsoort uit de familie Plexauridae. De koraalsoort komt uit het geslacht Muricea. Muricea purpurea werd in 1864 voor het eerst wetenschappelijk beschreven door Verrill. 